# Guglielmo II di Dampierre
Guglielmo II di Dampierre (dopo il 1196 – 3 settembre 1231) fu signore di Dampierre dal 1216 alla sua morte.

## Origine
Guglielmo, secondo la Chronica Albrici Monachi Trium Fontium, era il figlio secondogenito del connestabile di Champagne, signore di Dampierre e Montluçon e signore di Borbone Guido II e della moglie, la dama di Borbone Matilde I, che sempre secondo la Chronica Albrici Monachi Trium Fontium era figlia dell'erede del signore di Borbone Arcimbaldo di Borbone e della moglie, che, sia secondo la Histoire du Bourbonnais et des Bourbons qui l'ont possédé, Volume 1, che gli Etude sur la chronologie des sires de Bourbon, Xe-XIIIe siecles, era Alice di Borgogna.
Guido II di Dampierre era figlio di Guglielmo I di Dampierre ed Ermengarde de Mouchy, figlia di Dreux de Mouchy.

## Biografia
Sua madre Matilde era al suo secondo matrimonio, avendo sposato in prime nozze Gaucher IV di Mâcon, il signore di Salins, al quale aveva dato la figlia Margherita di Salins († 1259), dal 1219 al 1239 signora di Salins, come risulta dal documento n° 50, datato 1220, del Cartulaire de Hugues de Chalon (1220-1319), e che rinunciò all'eredità materna in cambio di 1300 marchi d'argento.
Suo padre, Guido II, morì il 18 gennaio del 1216 e, dopo la morte del padre, ancora secondo la Chronica Albrici Monachi Trium Fontium, Guglielmo gli succedette come signore di Dampierre e Montluçon, mentre il fratello primogenito Arcimbaldo affiancò la madre nel governo del Borbonese.
Il 31 dicembre del 1223 stipulò un trattato di pace con il conte di Champagne Tebaldo IV, come risulta dal documento 1619 delle Layettes du trésor des chartes, tome deuxieme.
In quel periodo, secondo il monaco benedettino inglese e cronista della storia inglese Matteo di Parigi, Guglielmo iniziò a intrattenere rapporti segreti con Margherita, la sorella della contessa delle Fiandre e contessa di Hainaut Giovanna; Margherita, nel 1221, per liberare il marito Burcardo d'Avesnes, tenuto in prigione a Gand dalla sorella Giovanna, aveva acconsentito all'annullamento del matrimonio. Burcardo, secondo Matteo di Parigi, si era recato a Roma per perorare la sua causa, ma Margherita, nel frattempo, aveva cambiato parere e aveva deciso di lasciarlo, a seguito della frequentazione di Guglielmo.
Nel 1223, Guglielmo aveva sposato Margherita, che secondo la Genealogica Comitum Flandriæ Bertiniana, Continuatio Marchianensis era la figlia secondogenita del conte delle Fiandre, di Hainaut e anche primo imperatore dell'impero latino di Costantinopoli, Baldovino delle Fiandre e di Maria di Champagne, figlia, secondo il Gisleberti Chronicon Hanoniense, del conte di Champagne e di Brie, Enrico I e di Maria di Francia. Quest'ultima era, secondo la Chronica Albrici Monachi Trium Fontium, la figlia primogenita del re di Francia, Luigi VII e della duchessa d'Aquitania e Guascogna e contessa di Poitiers, Eleonora. Il matrimonio, oltre che dalla Chronica Albrici Monachi Trium Fontium, viene confermato anche dal Iohannis de Thilrode Chronicon. Quest'unione creò un certo scandalo per i vincoli di consanguineità che li legavano: la nonna materna di Guglielmo era Maria di Champagne o di Blois, sorella del nonno di Margherita, Enrico I di Champagne. La disputa sulla liceità o meno delle sue due nozze si protrasse per decenni e nel 1244, sfociò nella Guerra di successione delle Fiandre e dell'Hainaut che andò avanti, con qualche interruzione, fino al 1254. I figli avuti da Burcardo erano ritenuti illegittimi dalla chiesa, mentre erano legittimi per l'imperatore, Federico II.
Guglielmo morì il 3 settembre 1231. Nel 1244 morì anche la sorella di Margherita, la contessa di Fiandre e Hainaut Giovanna I, a Marquette; il 5 dicembre, secondo il Necrologio Sanctæ Waldetrudis. A Giovanna, come contessa di Fiandre e Hainaut, succedette la sorella minore, Margherita (Margherita II, nelle Fiandre e Margherita I, nell'Hainaut).
Siccome i figli nati dai suoi due matrimoni erano in contrasto sui diritti inerenti all'eredità materna (gli Avesnes erano stati generati prima, ma considerati illegittimi dalla chiesa e anche dalla madre, mentre i Dampierre, generati dopo, erano considerati legittimi), nella disputa intervenne, nel 1246, il re di Francia, Luigi IX il Santo. Il re decise che i possedimenti dell'Hainaut sarebbero stati ereditati dai figli Avesnes e le Fiandre dai figli Dampierre.
Nel 1246 Margherita, che era sia contessa delle Fiandre che di Hainaut e che odiava il figlio maggiore Giovanni d'Avesnes, cognato (nel 1246 aveva sposato Adelaide d'Olanda) e alleato di Guglielmo II, aveva offerto al fratello di Luigi IX, Carlo I d'Angiò conte di Provenza, la contea di Hainaut e la tutela delle Fiandre per conto della Casa dei Dampierre. Il primogenito di Margherita, Giovanni d'Avesnes, non era soddisfatto dell'accordo e convinse il cognato, Guglielmo II d'Olanda, eletto re di Germania nel 1247 (voluto dal papa in contrapposizione a Corrado IV di Svevia), a mettere sotto assedio l'Hainaut e quella parte delle Fiandre (Namur e la Zelanda) che erano soggette all'Impero, spingendo Margherita e Carlo d'Angiò ad allearsi con Corrado IV di Svevia. Quel che ne seguì fu una guerra civile che vide vincenti gli Avesnes sui Dampierre. Come conseguenza, nel 1252 Guglielmo II d'Olanda confiscò i feudi imperiali di Margherita e li consegnò a Giovanni d'Avesnes; secondo il The Formation of the German College of Electors in the mid-Thirteenth Century (non consultato), Guido di Dampierre, nel 1253 invase l'Olanda e occupò l'isola di Walcheren, in Zelanda, ma Fiorenzo, il cognato di Giovanni d'Avesnes, lo affrontò e, nel mese di luglio, lo sconfisse a Westkappel, catturando la flotta fiamminga e facendo numerosi prigionieri, tra cui Guido di Dampierre e suo fratello Giovanni. I due vennero imprigionati e rilasciati solo nel 1256, dopo la morte di Guglielmo II d'Olanda.
Dopo avere condotto una campagna vittoriosa contro Margherita, all'inizio del 1256, Guglielmo si apprestò a sottomettere i Frisoni che si erano ribellati. Durante le operazioni, nei pressi di Hoogwoud, attraversando uno specchio d'acqua ghiacciato il suo cavallo spezzò la crosta di ghiaccio ed egli cadde nell'acqua gelata. Fu così catturato dai Frisoni, che lo uccisero; allora intervenne nuovamente Luigi IX, che, con un nuovo trattato, nel 1256, attribuì l'Hainaut a Giovanni d'Avesnes, mentre gli altri possedimenti, inclusi Namur e la Zelanda, rimasero a Margherita.
Il conflitto - complice il nuovo intervento di Luigi IX - ebbe termine anche per la morte del figlio primogenito di Margherita, Giovanni d'Avesnes, nel dicembre 1257.

## Discendenza
Guglielmo da Margherita ebbe cinque figli:
- Guglielmo[32], conte delle Fiandre (Guglielmo II), assieme alla madre (1224-6 giugno 1251), la morte è ricordata dal Necrologio Sanctæ Waldetrudis[22]
- Guido[32], conte delle Fiandre (1226-1305)
- Giovanni[32], signore di Dampierre e Visconte di Troyes (ca. 1230-1258)
- Giovanna (1225-1245 o 1246), che sposò, in prime nozze, Ugo III conte di Rethel, ed in seconde nozze, il Conte di Bar, di Mousson, Teobaldo II, come ci conferma il Iohannis de Thilrode Chronicon[19]
- Maria (ca. 1230-1302), che divenne suora, come ci conferma il Iohannis de Thilrode Chronicon[19]

### Fonti primarie
- (LA)  (FR)  Etude sur la chronologie des sires de Bourbon, Xe-XIIIe siecles.
- (LA)  Monumenta Germaniae Historica, Scriptores, tomus V.
- (LA)  Monumenta Germaniae Historica, Scriptores, tomus IX.
- (LA)  Monumenta Germaniae Historica, Scriptores, tomus XXI.
- (LA)  Monumenta Germaniae Historica, Scriptores, tomus XXIII.
- (LA)  Monumenta Germaniae Historica, Scriptores, tomus XXV.
- (LA)  Layettes du trésor des chartes, tome deuxieme.
- (FR)  Grande chronique de Mathieu de Paris, tomus VIII.
- (FR)  Cartulaire de Hugues de Chalon (1220-1319).

### Letteratura storiografica
- Austin Lane Poole, "L'interregno in Germania", cap. IV, vol. V (Il trionfo del papato e lo sviluppo comunale) della Storia del mondo medievale, 1999, pp. 128–152
- Charles Petit-Dutaillis, "Luigi IX il Santo", cap. XX, vol. V (Il trionfo del papato e lo sviluppo comunale) della Storia del mondo medievale, 1999, pp. 729–864
- (FR)  #ES Histoire du Bourbonnais et des Bourbons qui l'ont possédé, Volume 1.